# 實驗性滋生反應爐一號
實驗性滋生反應爐一號（英語：Experimental Breeder Reactor I, EBR-I），是美國一座退役的研究用核子反應爐和國家歷史名勝，位於愛達荷州布尤特縣阿科市（Arco）東南約18英里（29.0）的沙漠中。 它是世界上第一個增殖反應堆。1951年12月20日下午1點50分（UTC-7），它產生的電力足以照亮四個200瓦的燈泡，成為世界上最早的核電廠之一。EBR-I隨後產生了足夠的電力為其建築供電，並繼續用於實驗目的，直到1964年退役。這座退役反應爐由愛達荷國家實驗室管理，於每年5月下旬至9月初對遊客開放。

## 歷史
作為國家反應爐測試站的一部分，EBR-I之建設於1949年底開始。該反應爐由阿貢國家實驗室核子物理學家沃爾特·津恩（Walter Zinn）領導的團隊在愛達荷州現場設計和建造，當時名為「阿貢-韋斯特」（Argonne-West）。在其早期階段，反應爐廠房被稱為「芝加哥4號爐」（CP-4）和「津恩的地獄爐」（Zinn's Infernal Pile）。1951年初在EBR-I組裝了反應爐心，成為愛達荷州的首座反應爐，並於該年8月24日開始運行。同年12月20日，EBR-I首次成功收集了原子能，轉換的電力點亮四顆燈泡。第二天，反應堆產生的電力足以照亮整座建築。該發電廠從反應堆產生的1.4兆瓦熱量中產生了200千瓦的電力。

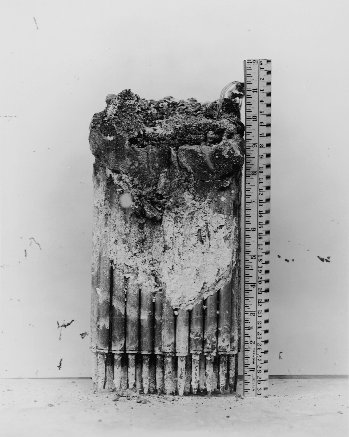
1955年局部熔毀後的部分核心

EBR-I的設計目的不是發電，而是驗證表明增殖反應堆應該是可行的核物理理論。1953年，實驗表明反應堆在核分裂過程中產生了額外的燃料，從而證實了這一假設。1955年11月29日，EBR-I的反應爐心在冷卻劑流動試驗期間發生了局部熔毀。流量測試試圖確定反應堆對冷卻劑流量變化的意外響應的原因。隨後對其進行了修復以進行進一步的實驗，該實驗確定燃料棒和支撐燃料棒的厚板之熱膨脹是導致反應爐意外響應的原因。
儘管EBR-I生產了第一批內部可用的電力，但附近的一個名為BORAX-III的實驗性沸水反應堆工廠（也由阿貢國家實驗室設計、建造和運營）連接到外部電網，自1955年起為附近的阿科市供電，這是一座城市首次完全由核能供電。
除了利用原子能發電之外，EBR-I還是世界上第一個增殖反應爐，也是第一個使用钚燃料發電的反應堆。 EBR-I的最初目的是證明恩里科·费米（Enrico Fermi）提出的燃料增殖原理，該原理表明核反應堆產生的燃料原子多於消耗的燃料原子。除了發電，EBR-I還將證明這一原理。

### 設計
EBR-I使用鈾金屬核燃料，以鈉鉀合金（NaK）做為一次冷卻劑。它與之後於1959年首次進入臨界狀態的蘇格蘭杜恩雷（Dounreay）快堆之初始配置相同。

### 退役和歷史遺產
EBR-I於1964年被阿貢國家實驗室停用而退役，取而代之的是一個新的反應爐——實驗增殖反應堆二號（EBR-II）。
它於1965年被指定為國家歷史地標，並於1966年8月25日舉行了由林登·約翰遜（Lyndon Johnson）總統和時任原子能委員會主席格倫·西奧多·西博格（Glenn Theodore Seaborg）主持的國家歷史地標指定儀式。它還在2004年被列為IEEE里程碑。

## 圖片

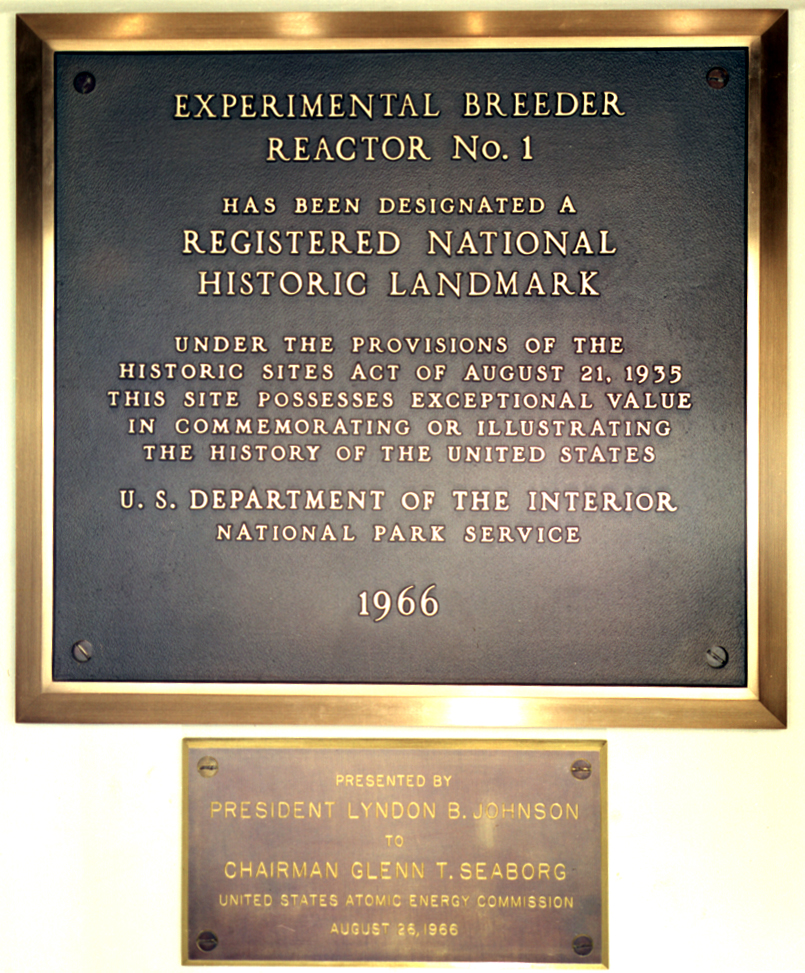
EBR-I的美國國家歷史地標銘牌
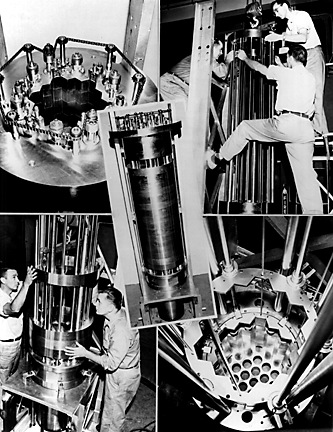
1951年組裝EBR-I的爐心

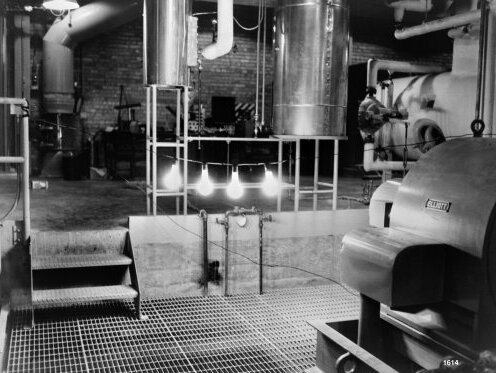
第一次可用核電之生產發生在1951年12月20日，當時EBR-I反應爐產生的電力點亮了四個燈泡。
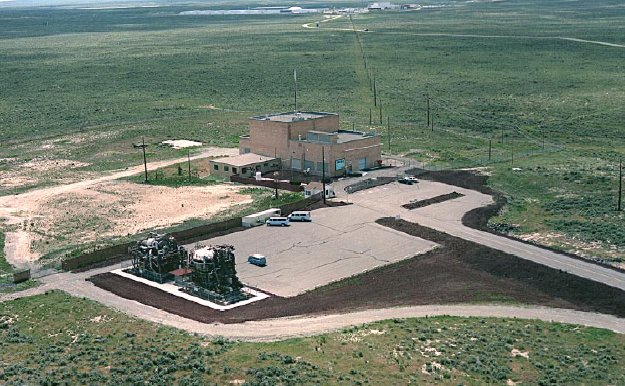
EBR-I鳥瞰圖，反應爐心位於建築物的中心；左下方的兩個結構體是飛機核動力計劃的反應爐。
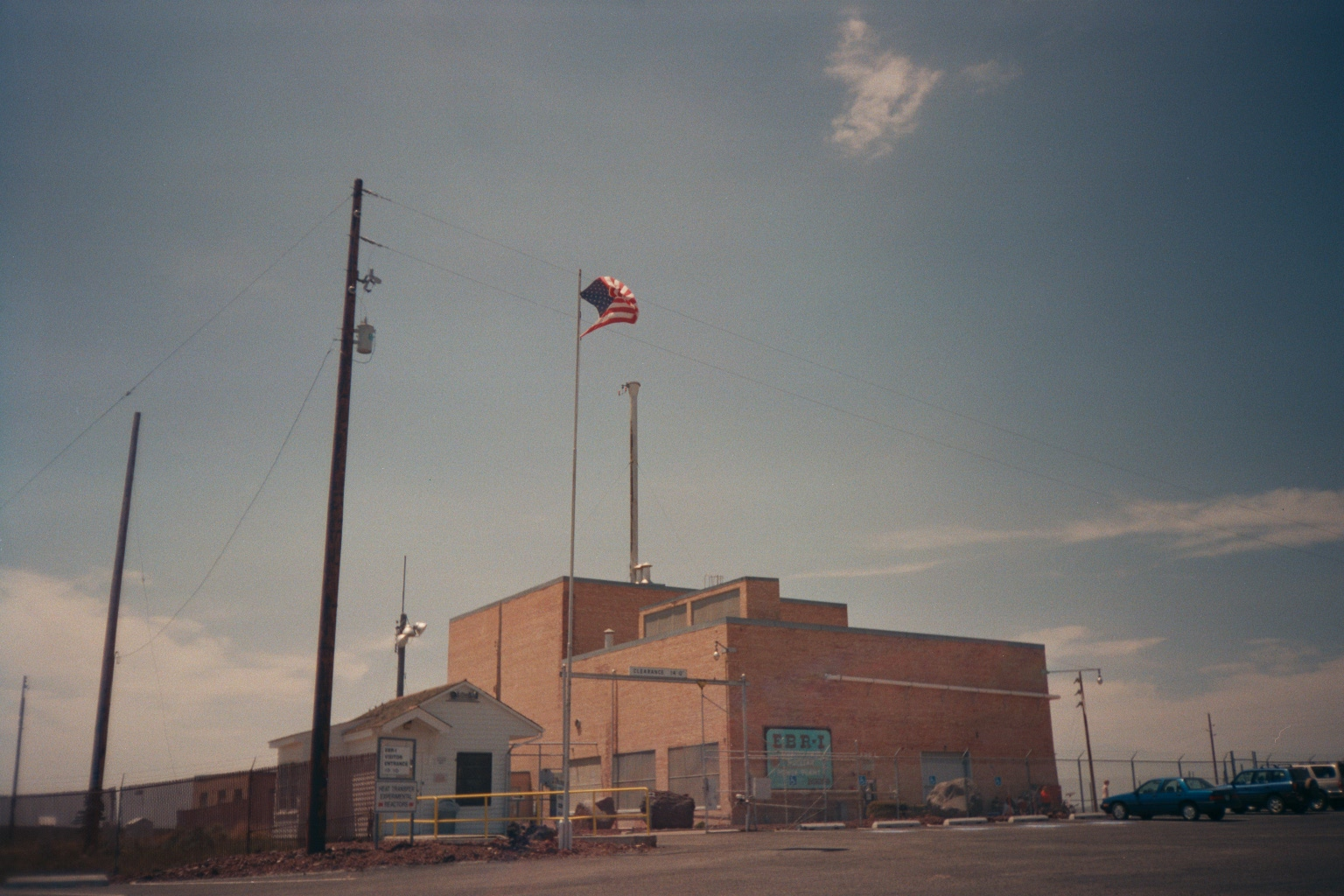
從停車場望向EBR-I建築物

## 外部連結
- 官方网站
- . Popular Mechanics. March 1952, 97 (3): 105.
- YouTube上的"Nuclear Pioneers: Creation of the Experimental Breeder Reactor 1" . Idaho National Lab (INL). April 13, 2011.
- ERB-1 Core Disassembly （页面存档备份，存于）